# Bitexco Financial Tower
Bitexco Financial Tower er en skyskraber i Ho Chi Minh-byen, Vietnam. Byggeriet begyndte i 2007 og forventes afsluttet i slutningen af 2010. Højden er 265,5 meter, højeste i denne by og det samlede gulvareal andrager 100.000 kvadratmeter. Tårnet vil blive anvendt til kontor og shopping. Den Keangnam Hanoi Landmark Tower i Hanoi er 330 meter og er dermed endnu højere end dette tårn.